# Бодан Арсовски
Бодан Арсовски (рођен 22. априла 1956. у Куманову, Северна Македонија) је био басиста музичког састава Леб и сол. Са породицом се рано сели у Скопље, где је Бодан у својој шестнаестој години упознао Влатка Стефановског.

## Дискографија
- (Езгија рекордс 1995)
- (Езгија рекордс 1998)
- (Езгија рекордс 1999)
- Елегија (Езгија рекордс 2001)
- (Езгија рекордс 2002)